# Vũ (ca sĩ)
Hoàng Thái Vũ (sinh ngày 3 tháng 10 năm 1995), thường được biết đến với nghệ danh Vũ (cách điệu là Vũ.), là một nam ca sĩ kiêm nhạc sĩ sáng tác ca khúc người Việt Nam. Sinh ra trong gia đình có bố là quân nhân và mẹ là giáo viên, Vũ thường đăng tải các sáng tác của mình trên Soundcloud. Trước khi đi hát, Vũ từng gia nhập quân ngũ và làm giảng viên tiếng Anh tại Trường Sĩ quan Đặc công.
Năm 2016, Vũ phát hành các sáng tác của anh và gặt hái được thành công trong giới indie Việt Nam với "Đông kiếm em", "Mùa mưa ngâu nằm cạnh", "Chuyện những người yêu xa", và tiêu biểu là đĩa đơn "Lạ lùng". Năm 2017, anh có 2 đêm diễn riêng mang tên Xin phép (được) cô đơn tạo tiếng vang lớn khi bán cháy vé chỉ trong vài giờ đồng hồ. Vũ cũng là gương mặt được đề cử ở hai hạng mục là "Bài hát của năm" và "Nghệ sĩ mới của năm" tại giải Cống hiến năm 2019 với bài “Bước Qua Nhau” nằm trong giải triển vọng tại Cộng hòa Séc, cũng như nhận giải Top 10 ca khúc được yêu thích tại giải thưởng Làn Sóng Xanh 2021. Với những đóng góp lớn trong sự nghiệp, anh thường được mệnh danh là "hoàng tử indie Việt".

## Tuổi trẻ
Vũ lớn lên ở khu tập thể văn công Mai Dịch, Hà Nội. Năm lên 6, anh biết đến âm nhạc từ một người bạn học.
Anh từng có quãng thời gian bị gia đình ngăn cấm tham gia nghệ thuật Sinh ra trong một "gia đình cơ bản" của những năm bao cấp, có bố làm bộ đội, mẹ làm giáo viên, hai người đều không thích xem phim hay nghe nhạc, họ quan tâm đến điểm số của anh ở trường hơn là sở thích viết văn, viết nhạc của anh.
Do gia đình định hướng theo con đường binh nghiệp, Vũ tốt nghiệp Học viện Khoa học Quân sự và sau đó trở thành giảng viên dạy tiếng Anh tại trường Trường Sĩ quan Đặc công nhưng anh đã thuyết phục bố cùng cấp trên để theo đuổi con đường âm nhạc.

## Sự nghiệp

### 2016: Thành công đến sớm
Năm 2016, là một năm làm nên tên tuổi của Thái Vũ, khi những bản nhạc của anh nhận được rất nhiều sự yêu thích và chia sẻ trên mạng xã hội từ đông đảo các bạn trẻ. Ví như: "Lạ lùng" một bản ballad nhẹ nhàng pha trộn giai điệu sâu lắng được anh truyền tải qua chất giọng khàn. Cùng với "Lời yêu em" và "Phút ban đầu" tựa một câu chuyện tự sự nhỏ trong cuộc sống bình dị lại có sức mê hoặc say đắm lòng người.

### 2017: Xin phép (được) cô đơn
Vũ cũng đã có hai đêm diễn riêng mang tên Xin phép (được) cô đơn (2017) gây tiếng vang với cộng đồng indie Việt khi bán cháy vé chỉ trong vài tiếng đồng hồ.

### 2018: "Hành tinh song song","Anh đếch cần gì nhiều ngoài em" & "Tâm sự của ta"
Anh hợp tác với nam rapper Đen Vâu & Thành Đồng trong ca khúc Anh đếch cần gì nhiều ngoài em, anh cũng ra mắt 2 ca khúc Hành tinh song song & Tâm sự của ta- sau này là OST phim Hồn papa da con gái

### 2019:Vũ trụ song songvà đĩa đơn "Mùa hè của em"
Video âm nhạc đầu tiên "Do ai" được phát hành ngày 8 tháng 6 năm 2019. Ngày 11 tháng 6 năm 2019, Vũ trụ song song chính thức ra mắt
Sau 7 năm viết nhạc với sự đầu tư đơn giản không mang chút cầu kỳ hay drama nào, Thái Vũ đã tung ra bản MV đầu tay mang tên Do ai dưới sự diễn xuất của NSƯT Chiều Xuân. Vân là những giai điệu trầm ấm, da diết ấy nhưng lại được phối khí cầu kỳ chỉn chu hơn cho thấy sự trưởng thành trong phong cách âm nhạc của nam ca sĩ. Lời bài hát khiến nhiều người phải suy nghĩ nhiều hơn, lắng đọng hơn và đặt ra nhiều câu hỏi hơn, cùng với đó là phần diễn xuất quá đạt của một diễn viên gạo cội thể hiện đầy những cảm xúc khắc khoải làm MV trở nên thu hút hơn rất nhiều. Do ai thật ra là một bài hát nằm trong album Vũ Trụ Song Song của Vũ. Bài hát như mang người nghe lửng lơ như đang bay giữa thiên hà của những cơn mê.
Đĩa đơn và video âm nhạc "Mùa hè của em" được phát hành vào ngày 18 tháng 7 năm 2019. Đáng chú ý, đây là sản phẩm đầu tiên của một nghệ sĩ Việt được hợp tác với hãng đĩa được xem là lớn nhất thế giới Warner Music Group. Việc hợp tác với Warner Music Group cho thấy quyết tâm của Thái Vũ trong việc đầu tư và luôn làm mới cho các sản phẩm của mình một cách chuyên nghiệp và theo tiêu chuẩn quốc tế.
Anh là Nghệ sĩ Việt Nam duy nhất của đêm diễn Monsoon Music Festival, bài hát được giới trẻ say xưa đón nhận dưới màn mưa kéo dài ở sân khấu Hoàng thành. Nhiều đôi trẻ nắm tay nhau cho đỡ lạnh và ngân nga hát theo lời ca khúc trên sân khấu.
Mùa giải Cống hiến 2019, Vũ có trên trong bảng đề cử chính thức ở hạng mục "Bài hát của năm" với ca khúc Hành tinh song song.

### 2020–2022:Một vạn năm
Sau 10 tháng vắng bóng, cuối cùng nam ca sĩ cũng đã trở lại với đĩa đơn đầu tiên trong năm 2020 với tựa đề "Từng Là". Đây cũng sẽ là sản phẩm âm nhạc ra mắt chính thức của Vũ. sau khi trở thành nghệ sĩ của Warner Music Vietnam. Đầu tháng 12 năm 2019, Vũ. tham gia một buổi Song Camp (trại sáng tác) của Warner Chappell Music. Đây là một công ty xuất bản âm nhạc của Mỹ, đồng thời cũng là một bộ phận của Warner Music Group. Tại đây, anh đã sáng tác nên những nốt nhạc đầu tiên của "Từng Là". Với sự trợ giúp của đội ngũ nhà sản xuất chuyên nghiệp từ Warner Chappell, bản thu đầu tiên của ca khúc cũng được Vũ. cho ra đời trong vòng 8 tiếng.
Được sản xuất trong môi trường quốc tế, "Đã Từng Là" được viết bằng cả tiếng Việt và tiếng Anh ở bản thu đầu tiên. Sau đó, ca khúc được Vũ. viết lại lời Việt và được anh trau chuốt lại giai điệu để trình làng bản audio chính thức vào lúc 0 giờ ngày 1/5 vừa qua. Ngay sau khi được phát hành, đĩa đơn mới của Vũ. đã nhanh chóng thu hút sự chú ý của đông đảo khán giả và nhận được phản ứng tích cực từ phía công chúng.
Vừa qua, cộng động fan hâm mộ của Vũ. đã có dịp ăn mừng khi anh trở thành thành viên của công ty âm nhạc Warner Music Vietnam. Theo đó, Vũ. và ban nhạc Chillies chính là những nghệ sĩ đầu tiên của Việt Nam chính thức kí hợp đồng với một hãng thu âm có quy mô toàn cầu Warner Music Group. Bên cạnh việc đánh dấu cột mốc đầu tiên tại hãng nhạc đình đám này, "Đã Từng Là" được xem như một sự chuyển mình trong âm nhạc của Vũ. Được biết, đây chỉ mới là đĩa đơn mở lối cho album mới đang được nam ca sĩ ấp ủ và dự kiến phát hành trong thời gian tới.
Tối ngày 19/6, Vũ. chính thức giới thiệu MV mới mang tên "Một Giấc Mơ", sản phẩm kết hợp cùng với Kimmese. Màn bắt tay giữa hai cá tính mạnh mẽ đã tạo nên một sản phẩm ấn tượng, đồng thời thể hiện sự hài hoà trong âm nhạc dù mỗi người vốn có con đường riêng của mình. Ca khúc lần này lại tiếp tục là một bản tình ca buồn – dòng nhạc sở trường của Vũ., nhưng có thêm một chút mới mẻ với phần góp giọng ngọt ngào đến bất ngờ của Kimmese. Sự xuất hiện của Kimmese trong MV "Một Giấc Mơ" cũng là một trong những điều công chúng mong chờ nhất. Nếu như nói Vũ. là cái tên nổi bật trong lớp nghệ sĩ bước ra từ cộng đồng indie, thì Kimmese chính là một đại diện nữ hiếm hoi kiên trì với dòng nhạc Hip-hop/R&B của Việt Nam từ những thế hệ đầu tiên. Hai cái tên đại diện cho hai cá tính âm nhạc khác nhau, thậm chí có phần trái ngược, cùng kết hợp trong một sản phẩm âm nhạc đã đem lại những điều thú vị cho công chúng. Trong đó, một Kimmese mềm mại và nữ tính, một Thái Vũ bước ra khỏi câu chuyện của "mình" để kể câu chuyện của "chúng ta". Và hơn hết, một ca khúc cùng MV đã chạm được đến tâm hồn của khán giả. Anh hợp tác với Uyên Linh trong bài hát "Mùa đông chưa bao giờ tới", ra mắt hôm 30/11.
Tối ngày 10 tháng 12 năm 2020, Vũ. chính thức tung ra MV mới mang tên "Bước qua mùa cô đơn", đánh dấu sự trở lại sau nửa năm vắng bóng.Sự cô đơn vốn dĩ đã tồn tại trong âm nhạc của Vũ từ trước đến nay. Với "Bước qua mùa cô đơn", Vũ tiếp tục mang tới một không gian âm nhạc đầy tự sự. Khác với những rung động trong trẻo và nhẹ nhàng trong "Lạ Lùng" hay "Mùa Mưa Ngâu Nằm Cạnh" trước đây, tất cả cảm xúc gửi gắm trong sáng tác lần này đều xuất phát từ những chiêm nghiệm có phần sâu sắc của một người đàn ông đã trưởng thành hơn trong cuộc sống.
Sang năm 2021, Vũ cùng Lukas Graham hợp tác trong sản phẩm âm nhạc chung  "Happy for you". Do Lukas ở Đan Mạch, đôi nghệ sĩ ghi hình màn song ca từ xa. Ca khúc được thể hiện theo hình thức song ngữ Việt - Anh, Vũ viết lời tiếng Việt. Nhạc phẩm mang âm hưởng pop acoustic với tiếng đàn piano chủ đạo. Ca từ bài hát là lời tâm sự của chàng trai sau khi chuyện tình kết thúc, nhận ra cô gái đã bước tiếp còn mình mãi vấn vương.
Vũ ra mắt bài hát Bước qua nhau cuối năm, lấy bối cảnh tại Hong Kong. Ca khúc mới không có nhiều đột phá về chất nhạc. Anh trung thành với thể loại pop ballad cùng bản phối đậm chất acoustic. Trên nền guitar rải chậm, chất giọng Vũ vang lên ấm áp, thủ thỉ như một tách trà sực khói trong chiều đầu đông. Không có lợi thế về kỹ thuật thanh nhạc với những quãng ngân luyến, anh chọn lối hát mộc, đậm hơi hướng tự sự, như thể tâm tình cùng người nghe về một chuyện tình đã trôi vào quá vãng. Bài hát đã giúp Vũ nhận giải Top 10 ca khúc được yêu thích tại giải Làn Sóng Xanh cùng năm.
Album thứ 2 của Vũ. - "Một Vạn Năm" ra mắt vào năm 2022, đạt được thành tích album Việt Nam được nghe nhiều nhất trên Spotify trong cùng năm và thu hút hơn 10,000 khán giả trong tour diễn cùng tên Anh ra mắt bài hát Những Lời Hứa Bỏ Quên cùng ban nhạc Hong Kong Dear Jane vào cuối năm 2023.

### 2023–nay:Bảo tàng của nuối tiếc
Vũ ra mắt album thứ 3 Bảo tàng của nuối tiếc vào ngày 27/9/2024. Anh tổ chức tour diễn cùng tên tại Hà Nội và Thành phố Hồ Chí Minh sau đó 1 tháng.

## Giải thưởng và đề cử
| Năm  | Giải thưởng            | Hạng mục                           | Đề cử                  | Kết quả   |
| ---- | ---------------------- | ---------------------------------- | ---------------------- | --------- |
| 2019 | Giải Âm nhạc Cống hiến | Bài hát của năm                    | Hành tinh song song    | Đề cử     |
| 2019 | Giải Âm nhạc Cống hiến | Nghệ sĩ mới của năm                | Bản thân               | Đề cử     |
| 2021 | Làn Sóng Xanh          | Top 10 ca khúc được yêu thích      | Bước qua nhau          | Đoạt giải |
| 2024 | Làn Sóng Xanh          | Album của năm                      | Bảo tàng của nuối tiếc | Đề cử     |
| 2024 | We Choice Awards       | Ca sĩ/ Rapper có hoạt động đột phá | Bản thân               | Đề cử     |
| 2025 | Giải Âm nhạc Cống hiến | Album của năm                      | Bảo tàng của nuối tiếc | Đề cử     |
| 2025 | Giải Âm nhạc Cống hiến | Chương trình của năm               | Bảo tàng của nuối tiếc | Đề cử     |
| 2025 | Giải Âm nhạc Cống hiến | Nhạc sĩ của năm                    | Bản thân               | Đề cử     |
| 2025 | Giải Âm nhạc Cống hiến | Bài hát của năm                    | "Bình yên"             | Đề cử     |

## Danh sách đĩa nhạc
Album phòng thu
- Vũ trụ song song (2019)
- Một vạn năm (2022)
- Bảo tàng của nuối tiếc (2024)

EP
- Hỏi & đáp (2017)

## Video âm nhạc
| Năm  | Tên bài hát                                               | Định dạng         | Ngày phát hành                                     |
| ---- | --------------------------------------------------------- | ----------------- | -------------------------------------------------- |
| 2014 | "Xuân Hà Nội"                                             | Audio             | 29 tháng 1 năm 2014                                |
| 2014 | "Phút ban đầu"                                            | Audio             | 1 tháng 2 năm 2014                                 |
| 2014 | "Lời yêu em" (phiên bản acoustic)                         | Audio             | 7 tháng 2 năm 2014                                 |
| 2016 | "Đông kiếm em"                                            | Audio             | 5 tháng 2 năm 2016                                 |
| 2016 | "Thằng Nam khóc"                                          | Audio             | 8 tháng 2 năm 2016                                 |
| 2016 | "Cho tôi đi theo"                                         | Audio             | 29 tháng 4 năm 2016                                |
| 2016 | "Còn anh"                                                 | Audio             | 25 tháng 7 năm 2016                                |
| 2016 | "Mùa mưa ngâu nằm cạnh"                                   | Audio             | 25 tháng 9 năm 2016                                |
| 2016 | "Lạ lùng"                                                 | Audio             | 27 tháng 12 năm 2016                               |
| 2017 | "Đợi"                                                     | Audio             | 21 tháng 2 năm 2017                                |
| 2017 | "Chuyện những người yêu xa"                               | Audio             | 14 tháng 5 năm 2017                                |
| 2018 | "Hành tinh song song"                                     | Audio             | 10 tháng 9 năm 2018                                |
| 2018 | "Anh đếch cần gì nhiều ngoài em" (cùng Đen và Thành Đồng) | Video âm nhạc     | 15 tháng 11 năm 2018                               |
| 2018 | "Tâm sự của ta"                                           | Video âm nhạc     | 19 tháng 12 năm 2018 Nhạc phim Hồn papa da con gái |
| 2019 | "Mùa mưa ngâu nằm cạnh" (cùng Skylines Beyond Our Reach)  | Video âm nhạc     | 11 tháng 3 năm 2019                                |
| 2019 | "Có thể là tại sao?"                                      | Lyric             | 31 tháng 5 năm 2019                                |
| 2019 | "Do ai?"                                                  | Video âm nhạc     | 8 tháng 6 năm 2019                                 |
| 2019 | "Xin phép được cô đơn"                                    | Lyric             | 14 tháng 6 năm 2019                                |
| 2019 | "Mùa hè của em"                                           | Video âm nhạc     | 18 tháng 7 năm 2019                                |
| 2020 | "Từng là"                                                 | Video âm nhạc     | 1 tháng 5 năm 2020                                 |
| 2020 | "Một giấc mơ" (cùng Kimmese)                              | Video âm nhạc     | 19 tháng 6 năm 2020                                |
| 2020 | "Bước qua mùa cô đơn"                                     | Video âm nhạc     | 10 tháng 12 năm 2020                               |
| 2021 | "Happy For You" - Lukas Graham ft. Vũ                     | Performance Video | 2 tháng 7 năm 2021                                 |
| 2021 | "Bước qua nhau"                                           | Video âm nhạc     | 12 tháng 11 năm 2021                               |
| 2023 | "Những Lời Hứa Bỏ Quên" (cùng Dear Jane)                  | Video âm nhạc     | 14 tháng 12 năm 2023                               |
| 2024 | "Dành Hết Xuân Thì Để Chờ Nhau" (cùng Hà Anh Tuấn)        | Video âm nhạc     | 14 tháng 3 năm 2024                                |
| 2024 | "Bình yên" - Vũ. ft Binz                                  | Video âm nhạc     | 29 tháng 8 năm 2024                                |

## Đời tư
Sau một khoảng thời gian hẹn hò, Vũ cầu hôn bạn gái tên Nguyễn Thái Hằng (sinh năm 1991) vào tháng 5 năm 2019. Hai người tổ chức lễ ăn hỏi vào ngày 15 tháng 11 năm 2021. Ngày 29 tháng 7 năm 2023, hai vợ chồng tổ chức lễ cưới chính thức.
Ngoài âm nhạc, Vũ cũng có sở thích chơi game CS:GO. Anh là fan của đội tuyển Natus Vincere.

## Chương trình đã tham gia
- Ca sĩ mặt nạ - The Masked Singer Vietnam 2022 (vai Phi hành gia heo) với các ca khúc "Vài lần đón đưa" (tập 1), "Bông hoa đẹp nhất" và "Bước qua nhau" (tập 4).[35]

## Biểu diễn trực tiếp
- 17/09/2022: Live Concert: Một vạn năm tại Nhà thi đấu Nguyễn Du, Thành phố Hồ Chí Minh.[36]
- 01/10/2022: Live Concert: Một vạn năm tại Trung tâm Văn hóa - Thông tin & Thể thao Thanh Xuân, Hà Nội.[37]
- 12/10/2024: Live Concert: Bảo tàng của nuối tiếc tại Trung tâm Hội chợ & Triển lãm Sài Gòn SECC, Thành phố Hồ Chí Minh.[28]
- 26/10/2024: Live Concert: Bảo tàng của nuối tiếc tại Công viên Yên Sở, Hoàng Mai, Hà Nội.[38]